# Pneumoderma
Pneumoderma is een geslacht van weekdieren uit de klasse van de Gastropoda (slakken).

## Soorten
- Pneumoderma degraaffi van der Spoel & Pafort-van Iersel, 1982
- Pneumoderma heronensis Newman & van der Spoel, 1989
- Pneumoderma mediterraneum Van Beneden, 1838
- Pneumoderma pacificum Dall, 1871
- Pneumoderma violaceum d'Orbigny, 1834